# Gâprée
Gâprée ist eine Gemeinde im französischen Département Orne in der Normandie. Sie gehört zum Arrondissement Alençon und zum Kanton Écouves. Nachbargemeinden sind Chailloué mit Neuville-près-Sées im Nordwesten, Saint-Léonard-des-Parcs im Norden, Brullemail im Nordosten, Courtomer im Osten, Saint-Germain-le-Vieux im Südosten, Trémont im Süden, Aunou-sur-Orne im Südwesten und Sées im Westen.

## Bevölkerungsentwicklung
| Jahr                       | 1962 | 1968 | 1975 | 1982 | 1990 | 1999 | 2008 | 2015 | 2020 |
| -------------------------- | ---- | ---- | ---- | ---- | ---- | ---- | ---- | ---- | ---- |
| Einwohner                  | 229  | 176  | 164  | 156  | 141  | 139  | 138  | 132  | 145  |
| Quellen: Cassini und INSEE |      |      |      |      |      |      |      |      |      |